# Airai
Airai è uno dei 16 stati in cui si divide Palau.

## Geografia fisica
Lo Stato di Airai è costituito dalla parte sud-orientale dell'isola di Babeldaob, la principale delle isole delle Palau, e alcune isolette minori, per un'estensione totale di 44 km² ed una popolazione (2004) di 2 700 abitanti (secondo Stato più popoloso del Paese).
Principale villaggio dello Stato è il villaggio omonimo, Airai, con una popolazione di 920 persone (2004), il villaggio più popoloso del Paese se si esclude lo Stato di Koror.
All'interno vi si trova il principale aeroporto ed è connesso dal ponte Koror-Babeldaob alla vicina isola Koror.

## Storia
Airai è molto nota per la sua Bai (la casa di incontro degli uomini), risalente a 200 anni fa e che è la più vecchia esistente.